# 滑稽列伝
滑稽列伝（こっけいれつでん）は、『史記』の列伝の一つで、為政者を巧みな弁舌で諌めた3人、斉の威王代の淳于髠（じゅんうこん）、楚の荘王代の優孟（ゆうもう）、秦の始皇帝代の優旃（ゆうせん）の伝記を含む。
太史公は、「世俗に流されず、威勢や利得を争わず、上にも下にも拘泥することなく、それで人も害を受けない。よって、その道が広く行き渡った。そのゆえに『滑稽列伝第六十六』を作った」と述べている。
現行本の『史記』には、褚小孫による付記として、漢の武帝代の郭舎人、東方朔、再び淳于髠、漢の武帝代の王先生、魏の文侯代の西門豹の伝が続いている。
宮崎市定は、優孟や優旃のエピソードは実話でなく、彼らの漫才的な演劇の脚本だった（君主役を俳優が演じ、それを君主本人に見せて諷諫した）と推測している。

## 現代語訳
- 福島吉彦訳「滑稽列伝」『新・ちくま文学の森 13 世界は笑う』筑摩書房、1995年 ISBN 4480101330